# Águilas
Águilas es una ciudad y municipio de la comunidad autónoma de la Región de Murcia en España. Está situado en la costa del mar Mediterráneo, en el golfo de Mazarrón dentro de la Costa Cálida, en la comarca del Alto Guadalentín, ubicado en el extremo suroeste de la Región de Murcia. Cuenta con 37 417 habitantes (INE 2024)
Águilas es conocida por sus playas y el carnaval, declarado fiesta de Interés Turístico Internacional en 2015.

## Toponimia
La primera referencia geográfica al topónimo Acla-Aqila nos la ofrece al-Bakri en el siglo XI, refiriéndose al puerto de Lurqa (Lorca).
En el siglo XII, Al-Idrisi menciona un castillo defensivo en Akila-Aqila como puerto de Lurqa (Lorca). En el siglo XIII, el primer topónimo castellano del que se tiene constancia se muestra en un privilegio de Alfonso X de 1266, quien, delimitando los territorios de la diócesis de Cartagena, menciona en su límite sur a Penna Aguila, identificada en 1717 por el Cardenal Belluga como el Puerto de las Águilas.

## Geografía
Águilas está situada a 35 km de Lorca, a 105 km de Murcia y 75 km de Cartagena. Su término municipal tiene una extensión de 251,77 km². Cuenta con 28 km de costa mediterránea en el extremo suroeste de la Región de Murcia.

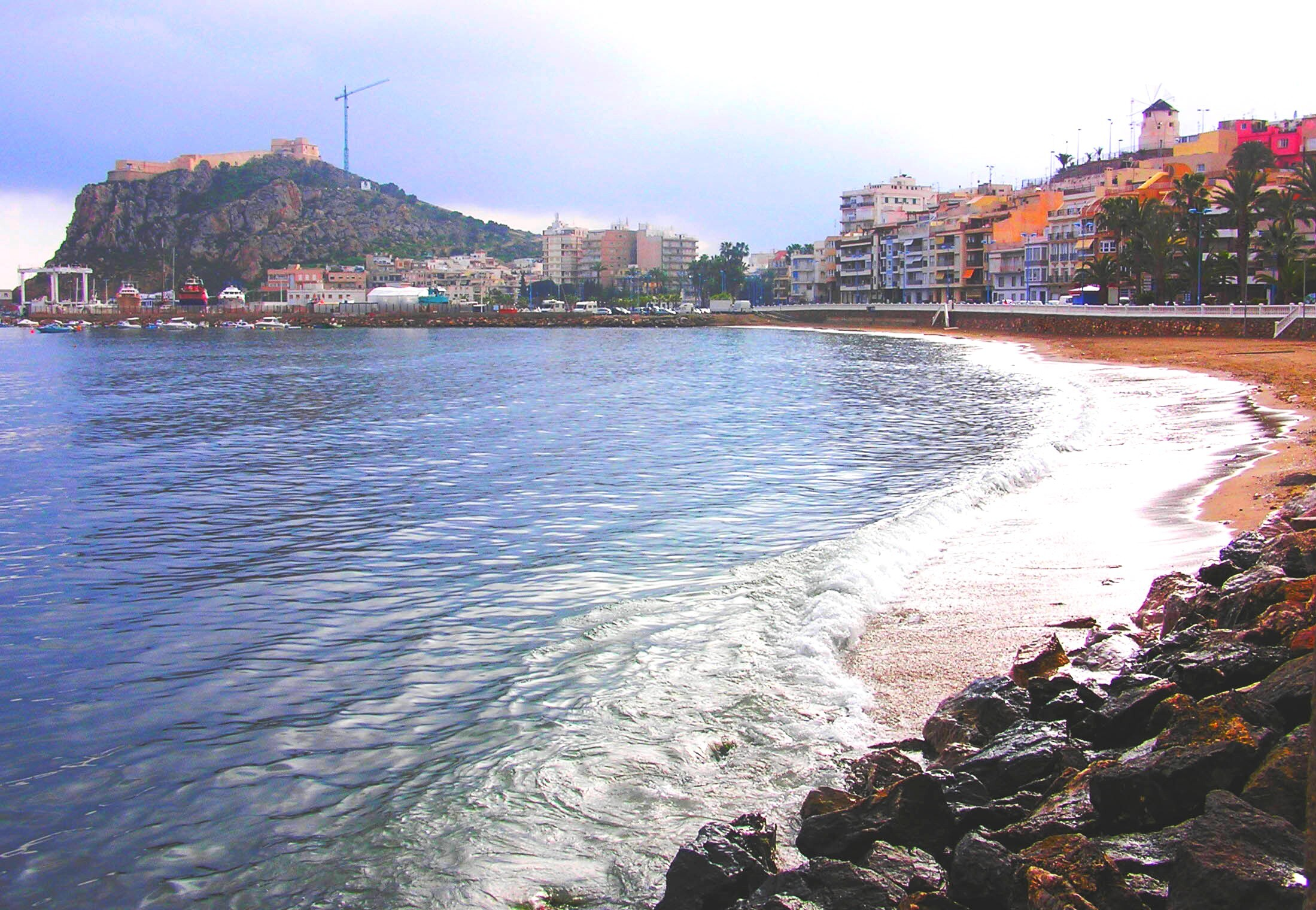
Vista de la playa de levante, con el puerto y el castillo al fondo

El núcleo urbano se originó en un antiguo tómbolo, situado al pie del peñón rocoso en cuya cima se localiza el castillo de San Juan de las Águilas, con dos bahías a sus lados, la de Poniente y la de Levante, más resguardada al estar delimitada en su otro extremo por el pico de la Aguilica, siendo por ello donde se sitúa el puerto de Águilas. 

Término municipal de Águilas respecto a la Región de Murcia

El municipio de Águilas se encuentra rodeado por una serie de cadenas montañosas que lo separan del valle del Guadalentín: la sierra de la Carrasquilla y la sierra de la Almenara, esta última protegida como LIC y ZEPA debido a su gran valor ambiental. El Talayón es el pico más alto de esta sierra con 881 m s. n. m. situado al norte del municipio, siendo además la máxima altura del mismo. También destaca el Lomo de Bas, relieve que separa Águilas de las diputaciones lorquinas de Ramonete y Garrobillo al este.
Cuenta con parte del parque regional de Cabo Cope y Puntas de Calnegre, compartido con el término municipal de Lorca, así como el paisaje protegido de las Cuatro Calas en el límite de la Región de Murcia con Almería por la costa.
El término municipal de Águilas posee varias pedanías y localidades, éstas son: Barranco de los Asensios, Los Melenchones, Peñaranda, Todosol, Las Zurraderas, Los Geráneos, Los Arejos, Calarreona, El Cocón, Los Gallegos, Los Mayorales, Calabardina, Cuesta de Gos, Cope, El Garrobillo de Águilas y Tébar.

### Municipios limítrofes
- Al norte y este con Lorca dentro de la Región de Murcia.
- Al oeste con Pulpí en la provincia de Almería.

| Noroeste: Lorca | Norte: Lorca          | Noreste: Lorca            |
| Oeste: Pulpí    |                       | Este: Lorca               |
| Suroeste Pulpí  | Sur: Mar Mediterráneo | Sureste: Mar Mediterráneo |

### Clima
El clima de Águilas es desértico cálido (BSh según la clasificación climática de Köppen) ya que su temperatura media anual supera 20 °C y las precipitaciones son inferiores a 200mm, con temperaturas muy suaves en invierno y muy calurosas en verano. En verano las temperaturas nocturnas son tropicales (más de 20 °C) y por la tarde superan los 30 °C casi en la totalidad del verano. En invierno las temperaturas raramente bajan por debajo de los 7 °C.
En lo que respecta a las lluvias, se reparten en los meses de transición de temporada: otoño (octubre-noviembre) y en primavera (marzo-abril). Además, también se puede llegar a producir un fenómeno característico del clima mediterráneo como es la gota fría, lloviendo de forma torrencial y provocando inundaciones como las ocurridas en la ciudad en agosto de 2010.
| Valores climatológicos medios en Águilas 2011.                                       | Valores climatológicos medios en Águilas 2011. | Valores climatológicos medios en Águilas 2011. | Valores climatológicos medios en Águilas 2011. | Valores climatológicos medios en Águilas 2011. | Valores climatológicos medios en Águilas 2011. | Valores climatológicos medios en Águilas 2011. | Valores climatológicos medios en Águilas 2011. | Valores climatológicos medios en Águilas 2011. | Valores climatológicos medios en Águilas 2011. | Valores climatológicos medios en Águilas 2011. | Valores climatológicos medios en Águilas 2011. | Valores climatológicos medios en Águilas 2011. | Valores climatológicos medios en Águilas 2011. |
| Clima                                                                                | Ene                                            | Feb                                            | Mar                                            | Abr                                            | May                                            | Jun                                            | Jul                                            | Ago                                            | Sep                                            | Oct                                            | Nov                                            | Dic                                            | Media de 2011                                  |
| ------------------------------------------------------------------------------------ | ---------------------------------------------- | ---------------------------------------------- | ---------------------------------------------- | ---------------------------------------------- | ---------------------------------------------- | ---------------------------------------------- | ---------------------------------------------- | ---------------------------------------------- | ---------------------------------------------- | ---------------------------------------------- | ---------------------------------------------- | ---------------------------------------------- | ---------------------------------------------- |
| Temperatura media (°C)                                                               | 12.3                                           | 13.3                                           | 14.6                                           | 18.3                                           | 20.9                                           | 23.2                                           | 26.1                                           | 27.0                                           | 25.0                                           | 21.8                                           | 17.5                                           | 14.0                                           | 19.5                                           |
| Fuente: Agencia Estatal de Meteorología. Centro Meteorológico Territorial de Murcia. |                                                |                                                |                                                |                                                |                                                |                                                |                                                |                                                |                                                |                                                |                                                |                                                |                                                |

### Playas
| Catalogada con bandera azul     | Catalogada con bandera azul                |
|                                 | Playa accesible para discapacitados        |
| Puesto de la Cruz Roja Española | Puesto de la Cruz Roja                     |
|                                 | Paraje natural                             |
| "Q"                             | Catalogada con la "Q" de Calidad Turística |

Zona de la Marina de Cope
- Playa de La Galera
- Playa de Las Pulgas
- Playa del Pozo de las Huertas

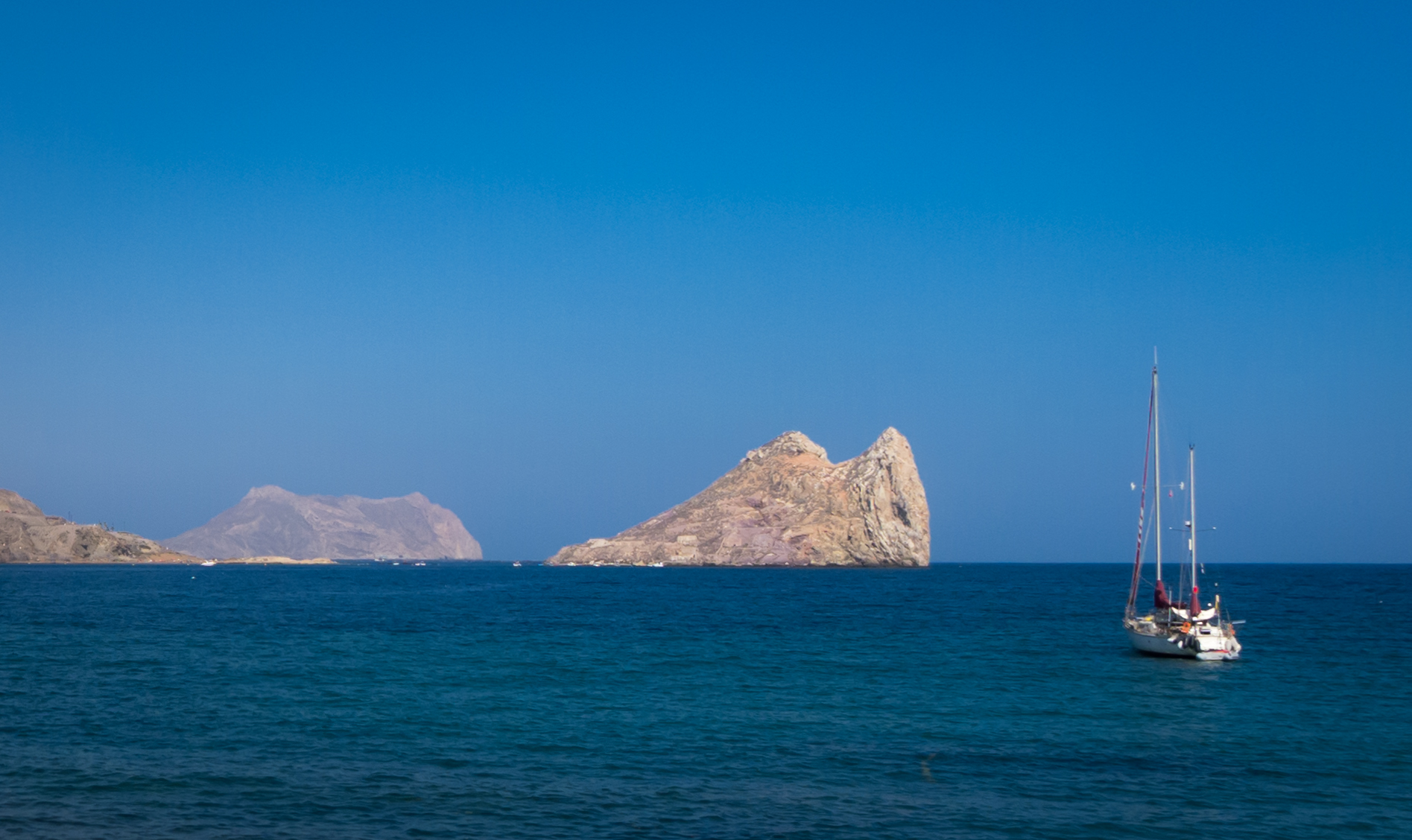
Vista de la isla del Fraile

- Playa del Pocico del Animal
- Playa del Pozo
- Playa de la Rambla Elena
- Playa el Rafal
- Playa del Charco
- Playa del Sombrerico
- Playa Cope
- Playa Ensenada de la Fuente

Zona de Calabardina
- Playa la Calabardina  "Q"
- Playa de La Cola

Zona de Todosol y Los Collados
- Playa del Arroz
- Playa del barranco de la Mar
- Playa de Calabarrilla

Zona de la bahía de El Hornillo e Isla del Fraile
- Playa del Cigarro o Amarilla
- Playa de El Hornillo

Playas urbanas
- Playa Las Delicias   "Q"
- Playa de Levante   "Q"
- Playa de La Colonia   "Q"
- Playa de Poniente   "Q"

Zona Casica Verde-Matalentisco
- Playa de La Casica Verde
- Playa de la Cañada del Negro
- Playa del Matalentisco
- Cala de la Herradura

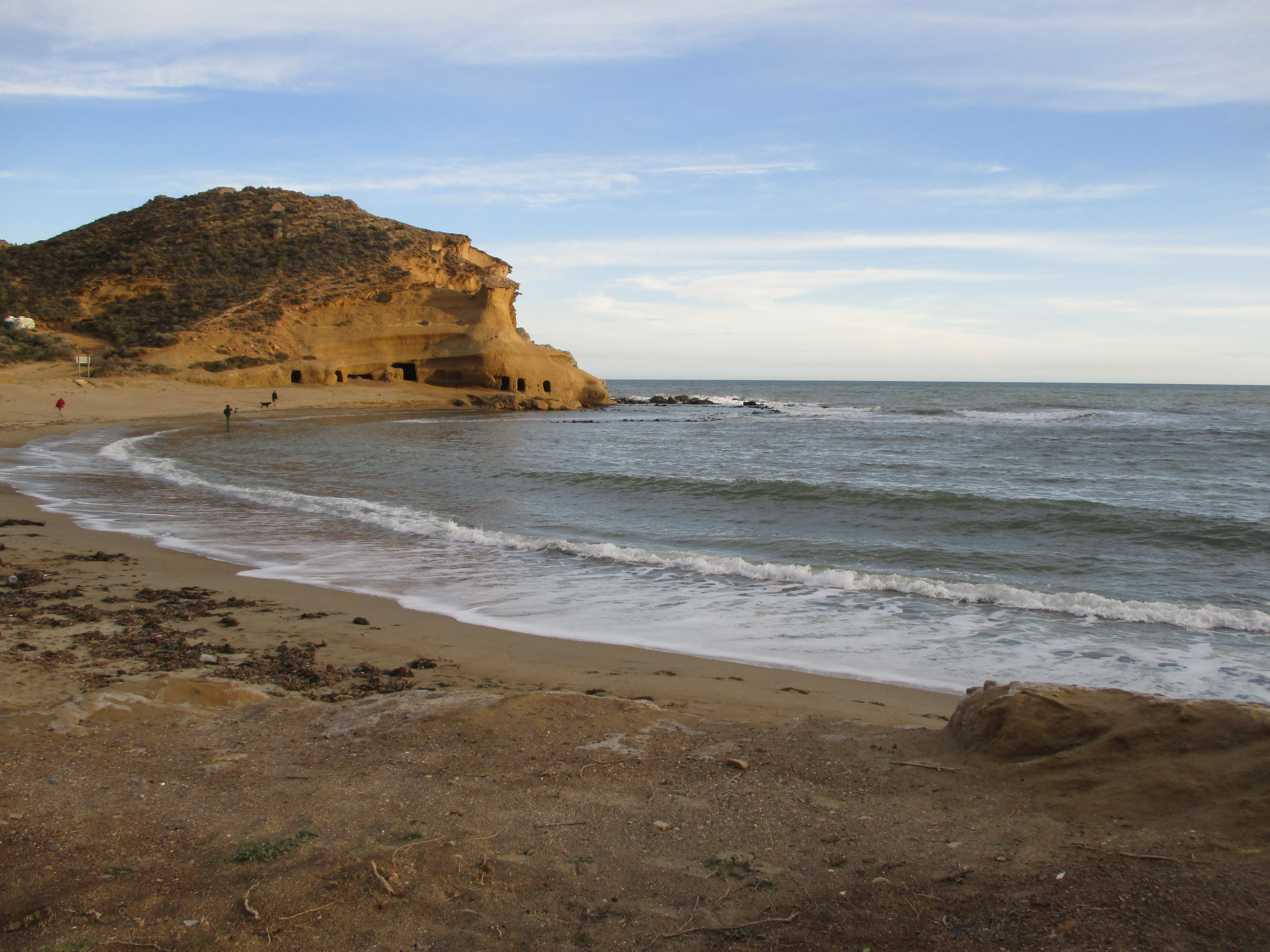
Playa de los Cocedores, en el paraje natural de Cuatro Calas

- Cala de la Cueva de las Palomas

Zona de las Cuatro Calas
- Playa La Tortuga
- Playa de Calarreona   "Q"
- Playa de La Higuerica
- Playa La Carolina
- Playa de los Cocedores

## Historia
Conocida en la época romana probablemente como Aquilae y en época medieval como Aquila. El primer asentamiento humano en el emplazamiento actual de Águilas se crea entre los siglos II-I a. C., bajo el control de la República de Roma, como zona costera estratégica para la salida del mineral de las sierras circundantes. Perteneció a la Provincia Citerior Tarraconense y al Convento Jurídico Carthaginense. Bajo la división administrativa del Bajo Imperio Romano (siglo IV d. C.) se enmarca en la Provincia Carthaginense. Seguramente en la romanidad tardía se situaría bajo dominio de la Provincia visigoda de Auriaola, en el siglo VI, cuando el asentamiento es abandonado según demuestran los testimonios arqueológicos. Su final posiblemente está relacionado con la invasión bizantina del año 552. En el siglo VIII, el territorio costero del Sureste peninsular forma parte de las posesiones del Conde Teodomiro, quien pacta con los invasores musulmanes el Pacto de Tudmir en el 714.
En el periodo medieval perteneció consecutivamente al Emirato independiente de Córdoba (756-929) y al Califato Cordobés (929-1031). Estando también bajo dominio de la primera Taifa de Murcia de los Banu Tahir en el siglo XI así como de la Segunda Taifa de Murcia de Ibn Mardanis (1147-1172). Los invasores almohades vencen a Mardanis, pero serán derrotados por Ibn Hud en 1228, creando la Tercera Taifa de Murcia.
Será incluida definitivamente en el castellano reino de Murcia en el contexto de la conquista cristiana. Por el Tratado de Alcaraz (1243), el príncipe Alfonso de Castilla, en nombre de su padre Fernando III, firma con los dirigentes musulmanes murcianos la concesión de la Taifa de Murcia a Castilla como protectorado. El pacto no fue aceptado por diversos pueblos como es el caso de Mula, Lorca y Cartagena, aunque la superior fuerza militar de los cristianos sometería la disputa a favor de Castilla. Por otra parte, Castilla y Aragón firman en 1244 el Tratado de Almizra por el que el rey aragonés Jaime I acepta el control castellano del reino de Murcia, ratificando la voluntad de sus antecesores, que ya en el año 1178 habían firmado el Tratado de Cazola. Por último, destacar que la rebelión de los mudéjares murcianos (1264-1266) permitió al rey Alfonso X de Castilla hacerse con el control definitivo y completo del reino de Murcia, al dar por roto el tratado de Alcaraz.

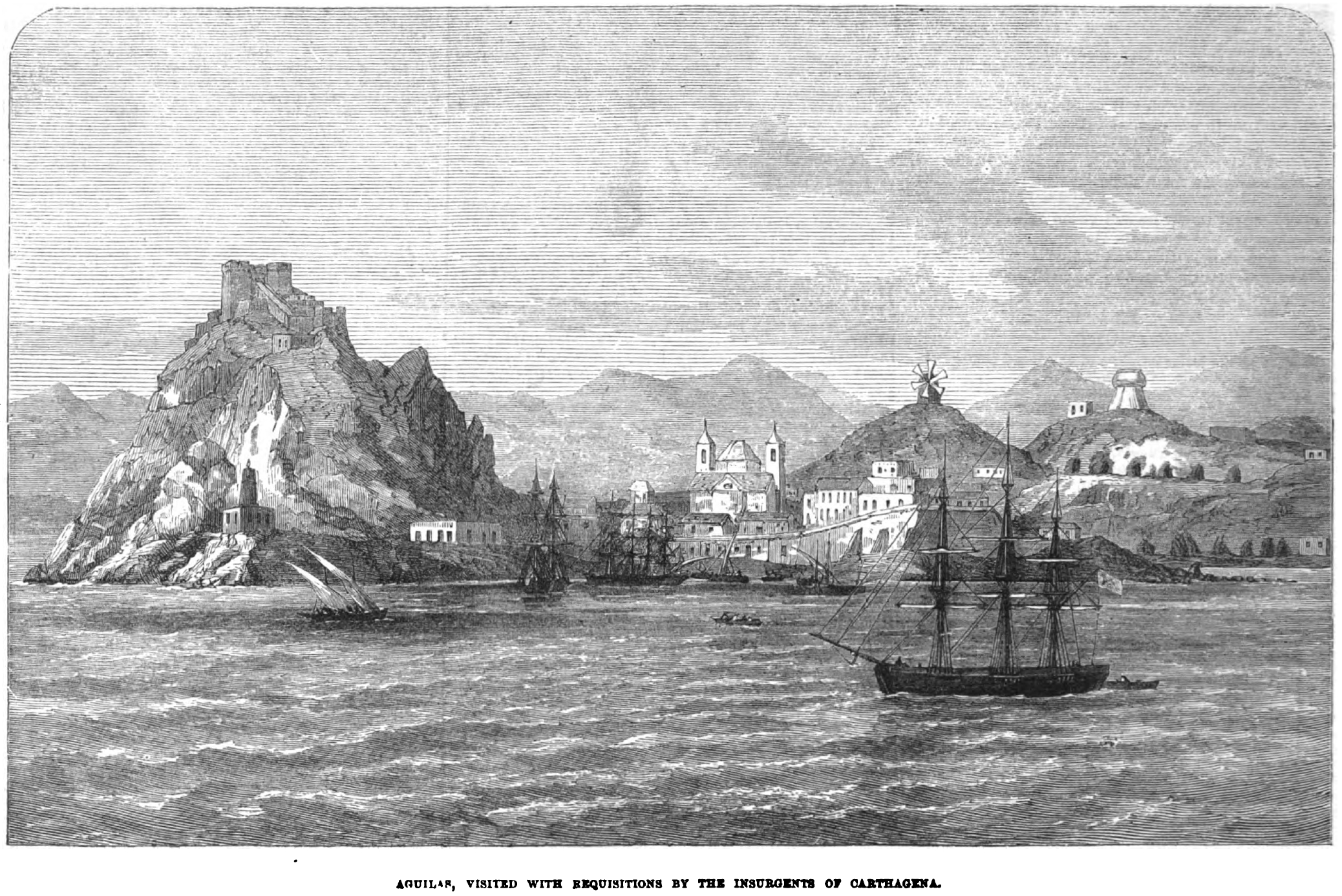
Grabado publicado por The Illustrated London News el 4 de octubre de 1873 que muestra la expedición marítima a Águilas que consiguió que esta localidad se incorporara al Cantón Murciano.

La ciudad actual de Águilas fue diseñada por Mateo Vodopich durante el reinado de Carlos III (en 1765) como medida ilustrada del conde de Aranda para repoblar la zona y dotar de puerto al valle del Guadalentín. Pocos años antes se había procedido a la construcción del Castillo de San Juan de las Águilas para la defensa de la bahía, diseñado en 1756 por Sebastián Feringán sobre los restos del sistema defensivo anterior.
Con la consolidación de la ciudad y su puerto se produjo su independencia municipal en 1834, tras haber pertenecido a Lorca.
Águilas fue el destino junto a Mazarrón de la primera expedición marítima del Cantón Murciano, que tuvo lugar el 20 de julio de 1873 con el vapor Fernando el Católico al mando del general Contreras, incorporando a las dos poblaciones al Cantón.
Durante la Restauración borbónica, a finales del siglo XIX y principios del siglo XX, llegó a la villa una numerosa colonia británica con el auge de la actividad minera, por lo que permanece en Águilas una cierta influencia de dicha presencia, a destacar las diversas construcciones e infraestructuras que todavía siguen en pie, como el cementerio británico, anexo al municipal. Debido a las grandes inversiones de capital británico, se tendió la línea férrea entre Lorca, Baza y Águilas por la compañía The Great Southern of Spain Railway Company Limited, para dar salida al esparto o a los minerales que se exportaban, constituyéndose el puerto en uno de los principales del Mediterráneo. A esta época se debe la construcción del Embarcadero del Hornillo, gran obra de ingeniería de su tiempo construida a base de hierro y hormigón.

Vista aérea de Águilas en 1930

Durante la guerra civil española, Águilas permaneció en la retaguardia de la zona fiel a la República, sufriendo por ello bombardeos aéreos de la aviación italiana y de los sublevados provenientes de Mallorca.
A partir de la década de 1920, la crisis de la minería supuso un descenso de la población, emigración que continuó en los cincuenta y sesenta del siglo XX. Sus destinos principales fueron a Cataluña, mayoritariamente a la provincia de Barcelona (Moncada y Reixach) en España, sur de Francia, Suiza (Basilea) y Alemania. Hasta la proliferación de la agricultura intensiva de invernadero y el desarrollo del turismo de playa, así como la mejora de las infraestructuras de transporte (autovías y autopistas) invirtieron el flujo poblacional, pasando a ser receptora de inmigrantes.

## Demografía
Águilas cuenta con una población de 37 417 habitantes (INE 2024).
| Gráfica de evolución demográfica de Águilas entre 1842 y 2021                                                       |
| |
| Población de derecho según los censos de población del INE Población de hecho según los censos de población del INE |

Según el censo del año 2020, 4290 personas son de nacionalidad extranjera, el 12 % de la población de Águilas, principalmente procedente de Europa y África.
| Diputación | Águilas | Campo | Cocón | Cope | Tébar | Barranco | Total del municipio |
| Población  | 33 092  | 1148  | 402   | 943  | 132   | 5        | 35 722              |

## Economía

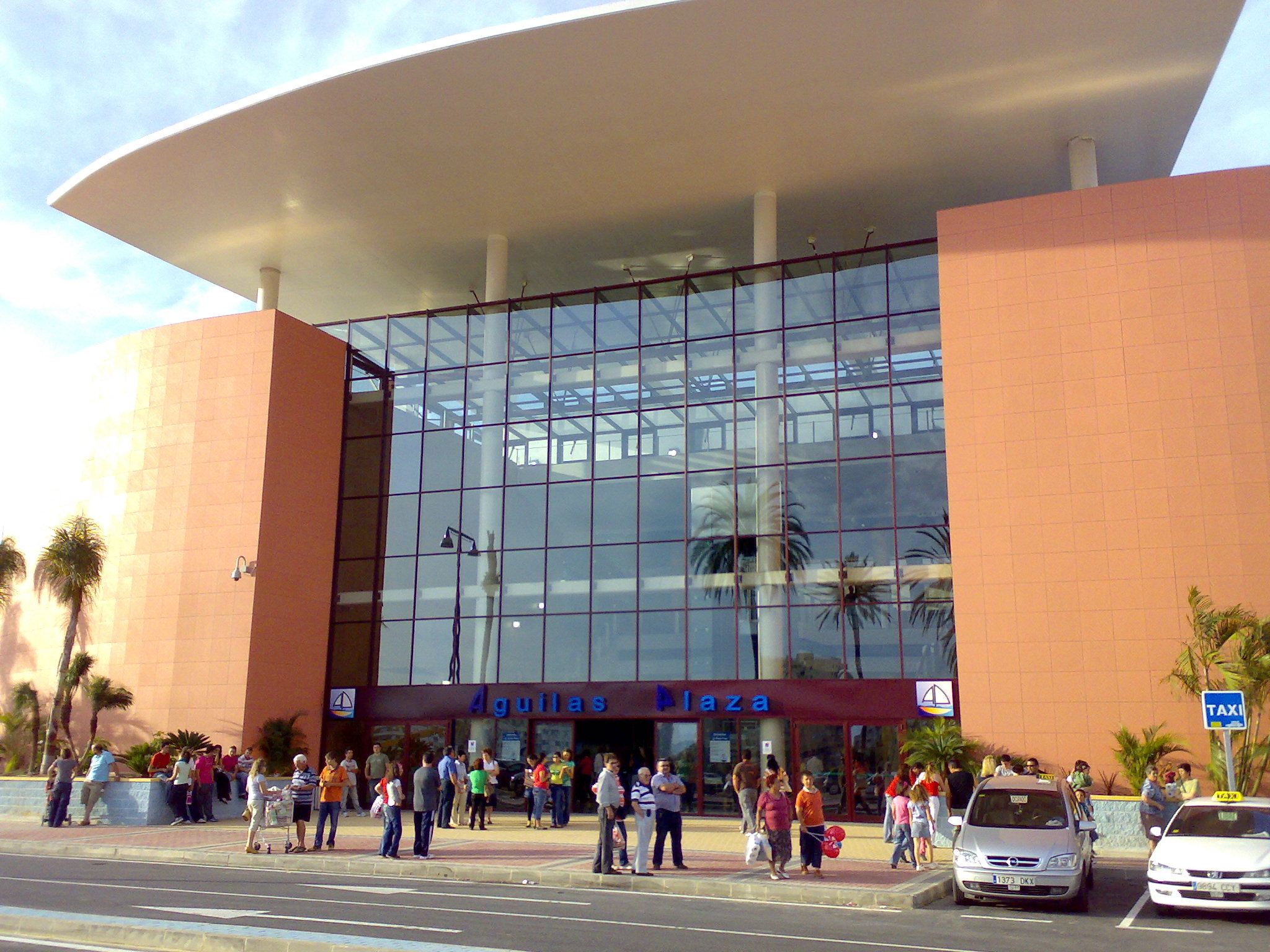
Centro Comercial Águilas Plaza

Hoy en día, la economía de la localidad se sostiene principalmente en el turismo veraniego de segunda residencia y en la agricultura intensiva de frutas (melocotones, naranjas, limones, melones y sandías) y hortalizas de invernadero (tomate, lechuga, berenjena, calabacín, alcaparras) con sus plantas de clasificación, almacenaje y distribución tanto del producto como de las infraestructuras necesarias (por ejemplo; almacenes de tuberías de agua, plástico de invernaderos, talleres, etcétera).
En su momento se planificó la construcción de diversos puertos deportivos, complejos hoteleros y residenciales de lujo destinados a población extranjera y nacional de alto nivel adquisitivo, con la problemática de que la ubicación de estas nuevas urbanizaciones se situaba en parajes naturales clasificados como protegidos por la Unión Europea, caso del parque regional de Cabo Cope-Calnegre o La Zerrichera. La crisis económica de 2008-2015, el pinchazo de la burbuja inmobiliaria, así como diversas sentencias judiciales contra la desprotección de terrenos en la Marina de Cope, produjo la paralización de ese proyecto.
Otros sectores económicos son: construcción, pesca, astilleros (barcos de pesca), talleres ferroviarios, acuicultura (dorada y lubina), hostelería y comercio.

## Administración y política

### Gobierno municipal

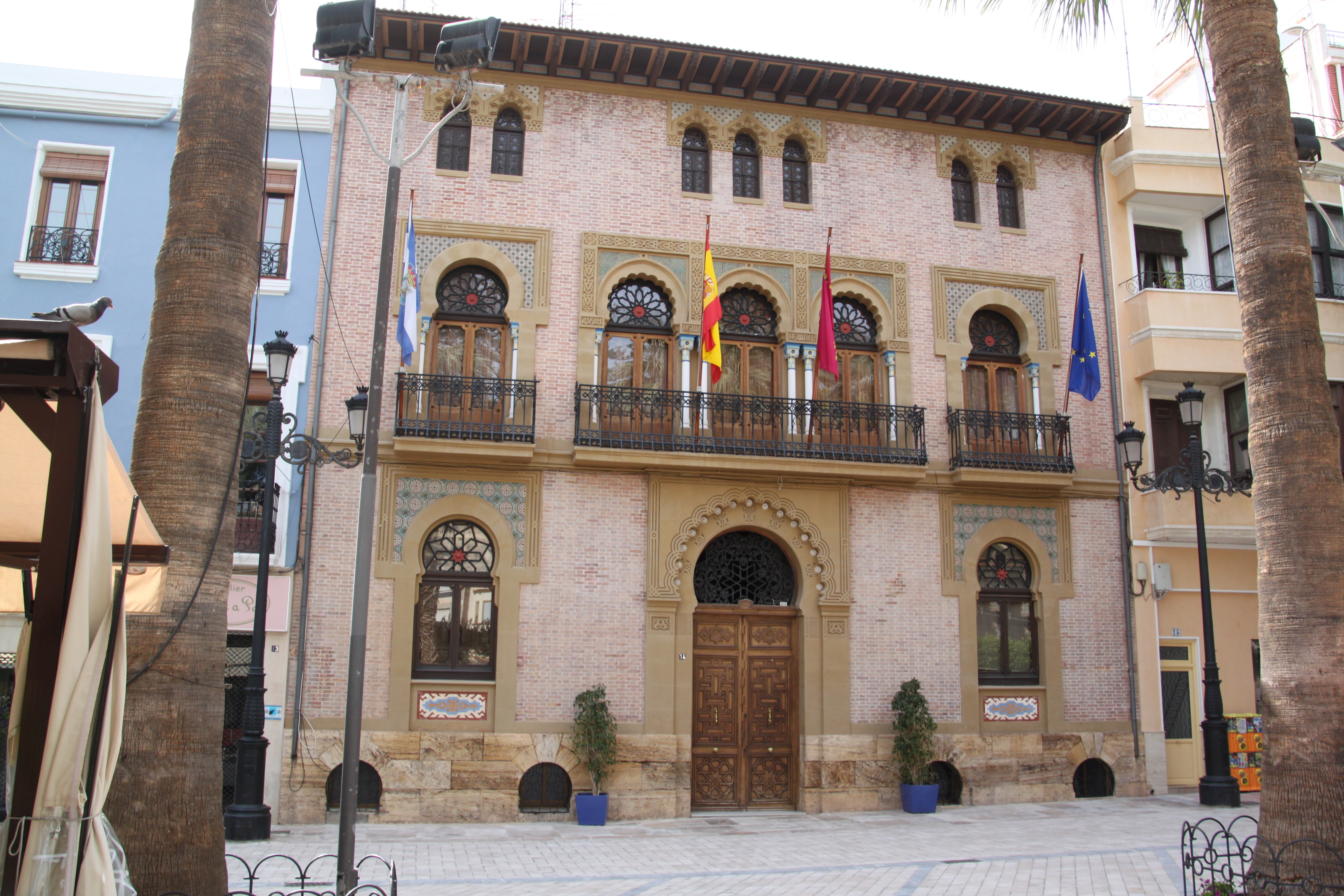
Ayuntamiento de Águilas

La administración política de la ciudad se realiza a través de un Ayuntamiento de gestión democrática cuyos componentes se eligen cada cuatro años por sufragio universal. El censo electoral está compuesto por todos los residentes empadronados en Águilas mayores de 18 años y nacionales de España y de los otros países miembros de la Unión Europea. Según lo dispuesto en la Ley del Régimen Electoral General, que establece el número de concejales elegibles en función de la población del municipio, la corporación municipal de Águilas está formada por 21 concejales.
El sistema d'Hondt es el método electoral que se utiliza en España, para repartir los concejales de los ayuntamientos de modo aproximadamente proporcional de los votos obtenidos por las candidaturas.
Para conseguir representación en el Ayuntamiento hay que obtener un 5 % de los votos.
| Periodo   | Nombre                        | Partido | Partido                                               |
| --------- | ----------------------------- | ------- | ----------------------------------------------------- |
| 1979-1983 | Cristóbal Ruiz                |         | Partido Socialista de la Región de Murcia (PSRM-PSOE) |
| 1983-1995 | Manuel Carrasco               |         | Partido Socialista de la Región de Murcia (PSRM-PSOE) |
| 1995-1995 | Alfonso García Zapata         |         | Movimiento Independiente Renovador Aguileño (MIRA)    |
| 1995-1999 | Francisco López García        |         | Independiente                                         |
| 1999-2011 | Juan Ramírez Soto             |         | Partido Popular (PP)                                  |
| 2011-2015 | Bartolomé Hernández Giménez   |         | Partido Popular (PP)                                  |
| 2015-act. | María del Carmen Moreno Pérez |         | Partido Socialista de la Región de Murcia (PSRM-PSOE) |

En las elecciones municipales celebradas en Águilas en el año 2015, Bartolomé Hernández Giménez perdió las elecciones. De este modo, el PP logró 9 concejales, 3 menos que en la anterior legislatura, mientras que el PSOE consiguió 3 concejales más, pasando de las 7 actas a las 10, y su candidata, María del Carmen Moreno, se convirtió en la primera alcaldesa elegida en el municipio. Izquierda Unida, como Ganar Águilas IP (IU, Verdes y CLI-AS) mantuvo 1 concejal con respecto a las anteriores elecciones. Águilas Puede como agrupación de electores del partido Podemos consiguió también 1 concejal. Ciudadanos que también se presentó no obtuvo ningún concejal. El MASd no se presentó.
| Partido político                                      | 2023        | 2023        | 2023        | 2019  | 2019  | 2019       | 2015  | 2015  | 2015       | 2011  | 2011  | 2011       | 2007  | 2007  | 2007       |
| Partido político                                      | Votos       | %           | Concejales  | Votos | %     | Concejales | Votos | %     | Concejales | Votos | %     | Concejales | Votos | %     | Concejales |
| Partido Socialista de la Región de Murcia (PSRM-PSOE) | 8092        | 48,44       | 11          | 8282  | 54,50 | 13         | 6383  | 41,97 | 10         | 5154  | 31,55 | 7          | 3890  | 24,83 | 6          |
| Partido Popular (PP)                                  | 5392        | 32,27       | 7           | 4061  | 26,72 | 6          | 6033  | 39,67 | 9          | 8116  | 49,69 | 12         | 6899  | 44,03 | 10         |
| Vox                                                   | 2354        | 14,09       | 3           | 903   | 5,94  | 1          | —     | —     | —          | —     | —     | —          | —     | —     | —          |
| Podemos-Águilas Puede                                 | 718         | 4,29        | 0           | 444   | 2,92  | 0          | 1102  | 7,25  | 1          | —     | —     | —          | —     | —     | —          |
| Izquierda Unida (IU)                                  | Con Podemos | Con Podemos | Con Podemos | 581   | 3,82  | 0          | 777   | 5,11  | 1          | 1171  | 7,17  | 1          | 1896  | 12,1  | 2          |
| Ciudadanos (CS)                                       | —           | —           | —           | 809   | 5,32  | 1          | 705   | 4,64  | 0          | —     | —     | —          | —     | —     | —          |
| Movimiento Aguileño Socialdemócrata (MASd)            | —           | —           | —           | —     | —     | —          | —     | —     | —          | 944   | 5,78  | 1          | 2539  | 16,2  | 3          |

### Servicios
| - Ambulacias 061 - Ayuntamiento: - Albergue juvenil de Calarreona - Archivos municipales - Casa de cultura y biblioteca Francisco Rabal - Casa de la juventud Capri - Centro cívico y deportivo Huerto Don Jorge - Centro de conciliación de vida laboral y de familia Teresa Rabal - Centro de la Mujer - Centro municipal de servicios sociales - Centro municipal de la tercera edad Antonio Sicilia - Comisaría de la policía municipal - Concejalías y grupos municipales - DNI rural - Servicios sociales - Oficina de administración de la Universidad de Murcia - Oficina de información turística - Oficina de la Seguridad Social - Oficina municipal de información al consumidor - Pabellón polideportivo Diego Calvo Varela - Padrón - Polideportivo municipal - Puesto de Protección Civil - Rama de la Escuela Oficial de Idiomas de Lorca (Idioma inglés) - Ventanilla única de la comunidad autónoma de la Región de Murcia | - Cámara de Comercio - Capitanía del Puerto - Casa Cuartel de la Guardia Civil - Servicio Murciano de Salud: - Centro de salud Águilas Norte - Centro de salud Águilas Sur - Casa del Mar - Centro de salud de Calabardina - Cofradía de pescadores - Cruz Roja - Instituto Social de la Marina (Casa del Mar) - Juzgado de Paz y Registro Civil. - Notarías. - Parque de Bomberos. - Registro de la Propiedad. - Oficina de la Agencia Tributaria de la Región de Murcia - Oficina del Servicio Regional de Empleo y Formación (SEF), en la que también se encuentra el Servicio Público de Empleo Estatal (SEPE). |
| --- | --- |

#### Comunicaciones

##### Carreteras
- AP-7 E-15 (Autopista de peaje del Mediterráneo) en un sentido hacia Almería: a Pulpí, Cuevas del Almanzora y Vera. En Vera conecta con la A-7 E-15 (Autovía del Mediterráneo) hasta Almería y resto del sur peninsular por la costa.

En el otro sentido hacia la pedanía de Calabardina, la pedanía lorquina de Ramonete, Mazarrón, Fuente Álamo de Murcia y Cartagena, pasando después por el aeropuerto de San Javier en la Región de Murcia y Comunidad Valenciana: Torrevieja y Crevillente en la provincia de Alicante. Conecta también con la A-7 E-15 (Autovía del Mediterráneo) hacia Elche en la provincia de Alicante y Alicante además de toda la costa mediterránea española hacia el norte hasta la frontera francesa.
- Autovía Autonómica RM-11, a Lorca. Conecta también con la A-7 E-15 (Autovía del Mediterráneo) hacia Puerto Lumbreras, en la Región de Murcia, Almería y Granada (Esta última por la A-91 A-92N desde Puerto Lumbreras) en un sentido y hacia Murcia y Comunidad Valenciana: Alicante en el otro sentido. En Lorca la autovía, RM-11 se transforma en carretera comarcal C-3211 hacia Caravaca de la Cruz.
- Carretera nacional N-332 RM-332 RM-333. Discurre paralela a la AP-7 E-15 y en un tramo se superpone con la Autovía Autonómica RM-11. En un sentido va hacia Mazarrón y Cartagena, dentro de la Región de Murcia. En el otro hacia San Juan de los Terreros (la pedanía costera de Pulpí), Cuevas del Almanzora y Vera, en la provincia de Almería.

##### Ferrocarril

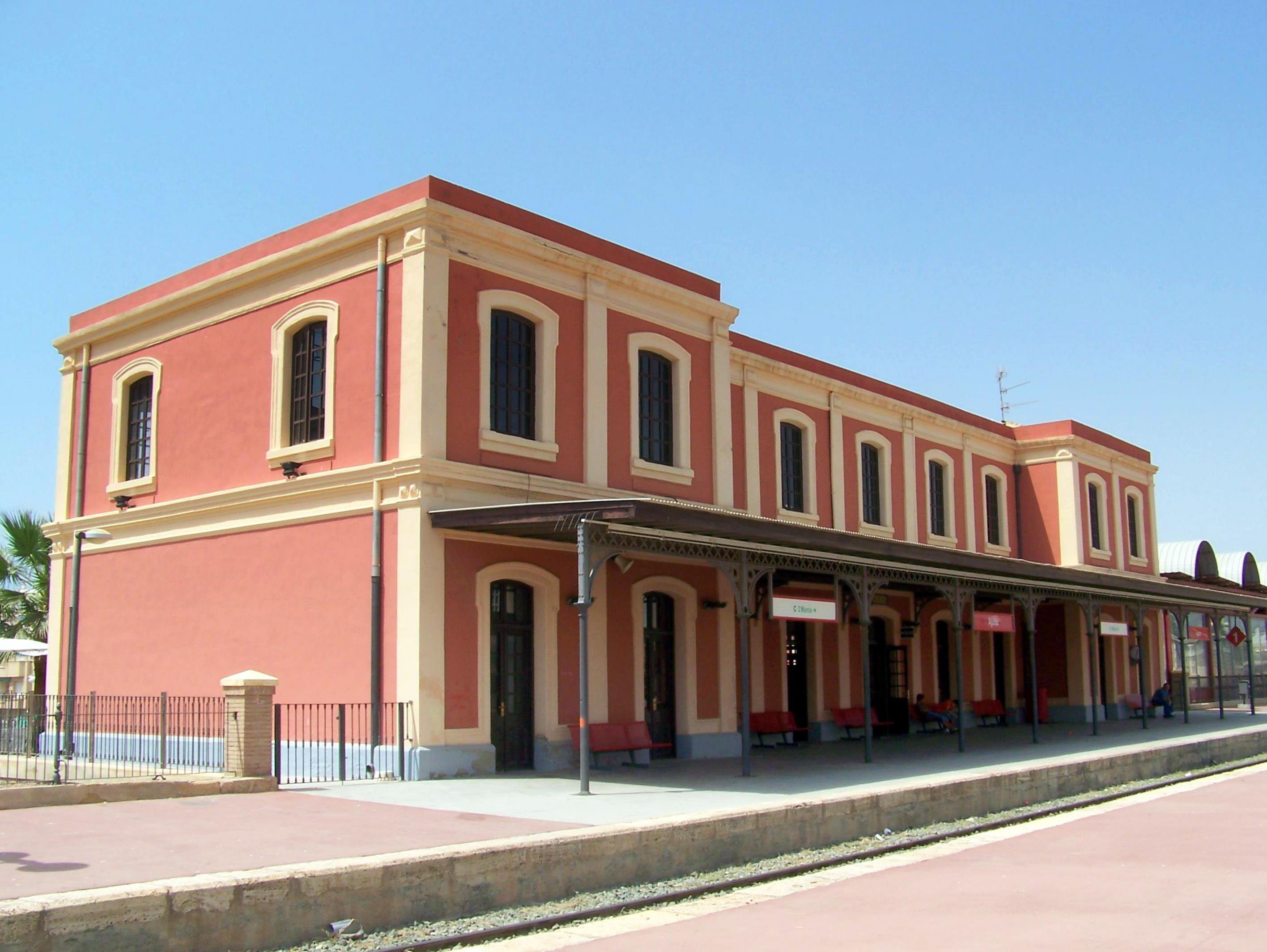
Estación de FFCC de Águilas

Águilas cuenta con el apeadero de Águilas-El Labradorcico y la estación de Águilas que es término para los trenes de Cercanías de la línea C-2 de Cercanías de Murcia. De los 16 trenes diarios de la línea C-2 sólo 3 recorren la línea completa. Desde Águilas va a Lorca a través de Pulpí (Almería), Almendricos y Puerto Lumbreras. Y de Lorca hacia Murcia por La Hoya, Totana, Alhama de Murcia, Librilla y Alcantarilla.
Desde el 13 de julio de 2012 circula un tren Intercity, sólo durante el verano y algún fin de semana. Madrid-Águilas todos los viernes y Águilas-Madrid todos los domingos. Y desde el verano de 2013 un tren Talgo Barcelona-Águilas, sólo durante el verano

##### Autobuses
Cuenta con una estación de autobuses situada junto a la estación de ferrocarril de Águilas, donde presta servicio la siguiente línea interurbana:
| Línea     | Recorrido                | Recorrido                | Recorrido                | Operador |
| --------- | ------------------------ | ------------------------ | ------------------------ | -------- |
| MUR-026-1 | Águilas - Lorca - Murcia | Águilas - Lorca - Murcia | Águilas - Lorca - Murcia | Interbus |

También prestan servicio las siguientes líneas de autobús de largo recorrido:
| Línea   | Recorrido                      | Operador |
| ------- | ------------------------------ | -------- |
| VAC-055 | Madrid - Mazarrón - Águilas    | ALSA     |
| VAC-228 | Almería - Mazarrón - Cartagena | Bus BAM  |

Además el municipio dispone de varias líneas urbanas que operan bajo la marca Águilas Movilidad.

##### Taxis
Águilas cuenta con un servicio de Taxis en las siguientes paradas:
- Parada de taxis detrás de la plaza de Antonio Cortijos, al lado de la Oficina de Turismo.
- Parada de taxis en c/Armando Muñoz Calero, detrás de centro de salud Águilas Sur.
- Parada de taxis en el Centro Comercial Águilas Plaza en el Hornillo.
- Parada de taxis en la estación de autobuses y ferrocarril.

##### Aeropuertos
El aeropuerto más próximo es el Aeropuerto Internacional de la Región de Murcia. Los siguientes en proximidad son: el aeropuerto de Almería y el aeropuerto de Alicante-Elche.

##### Puertos
| Puerto comercial                                | Puerto comercial                                |
| Puerto deportivo                                | Puerto deportivo                                |
| Puerto pesquero                                 | Puerto pesquero                                 |
| Puerto de pasajeros                             | Puerto de pasajeros                             |
| Barco de Salvamento Marítimo de la Cruz Roja    | Barco de Salvamento Marítimo de Cruz Roja.      |
| Barco de Salvamento Marítimo                    | Barco de la Sociedad de Salvamento Marítimo     |
| Barco del Servicio Marítimo de la Guardia Civil | Barco del Servicio Marítimo de la Guardia Civil |
| Catalogada con bandera azul                     | Puerto Catalogado con bandera azul              |

Águilas es un distrito marítimo homónimo que pertenece a la provincia marítima de Cartagena. El distrito se extiende desde la playa de los Taráis hasta la de Puntas de Calnegre y consta de las siguientes instalaciones náuticas:
- Puerto de Águilas. (CT-2)
  - Usos:  y .

El uso pesquero se limita a la pesca de bajura. El puerto cuenta con varadero de embarcaciones.
- Puerto de uso deportivo Juan Montiel. [15]
  - Usos: .
- Puerto deportivo Club Náutico de Águilas. [15]
  - Usos: .

En Águilas hay tres puertos marítimos. Dos de ellos de carácter lúdico-deportivo: El Puerto deportivo de Águilas y el Puerto deportivo Juan Montiel, de reciente construcción. Además del Puerto pesquero-comercial. Actualmente el uso comercial es nulo transformándose en Puerto deportivo-pesquero ubicado a los pies del Castillo de San Juan de las Águilas y con el faro de Punta Negra.
Antiguamente desde su construcción el puerto pesquero-comercial se dedicaba a la pesca de bajura y al tráfico comercial de esparto, junto al embarcadero de El Hornillo se usaba para la carga de mineral proveniente de las minas del Alto Almanzora en la provincia de Almería y de Cuevas del Almanzora a través del ferrocarril gestionado por la empresa The Great Southern of Spain Railway Company Limited. Había un ramal que lo conectaba a la estación (lo que hoy es una parte del paseo de la bahía de levante o paseo de Parra). En las décadas de los setenta, ochenta y noventa del siglo XX el uso comercial era para carga de cemento o arena para cemento. En la década de los ochenta del siglo XX, se construye una lonja de subastas de pescado en el muelle pesquero. En la década de los noventa del siglo XX, se hizo una reforma del puerto construyéndose otro dique para varadero de embarcaciones y amarre de pequeñas embarcaciones tanto pesqueras como deportivas. Se acondicionaron los accesos, derribando los antiguos talleres y almacenes, transformándolos en paseos y jardines; también cesó su uso comercial. En los primeros años del siglo XXI se derriba la lonja, construyéndose la nueva lonja de subastas para el pescado en lo que era el muelle comercial y de abrigo, transformándose en el muelle pesquero y de abrigo.

## Cultura

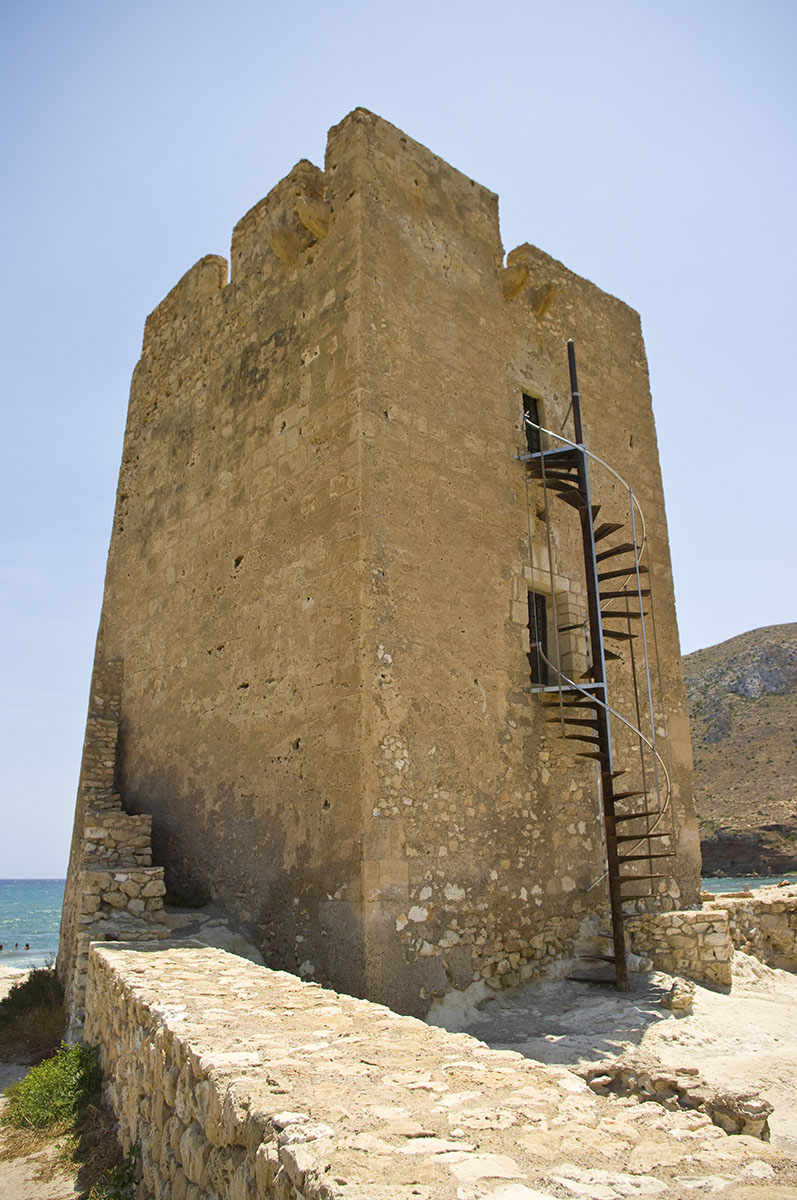
Torre de Cope, del

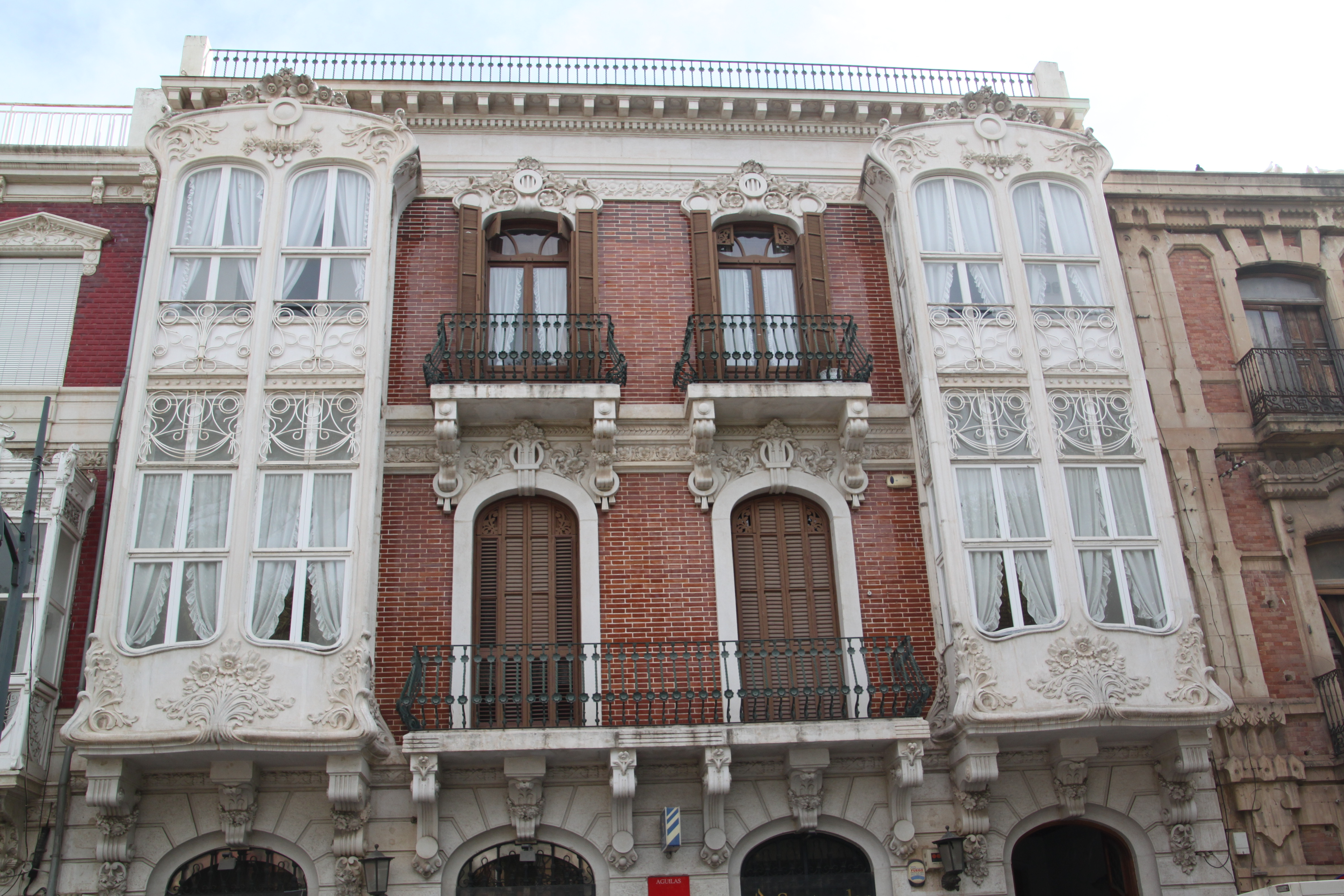
Casa de estilo modernista en la plaza de España de Águilas

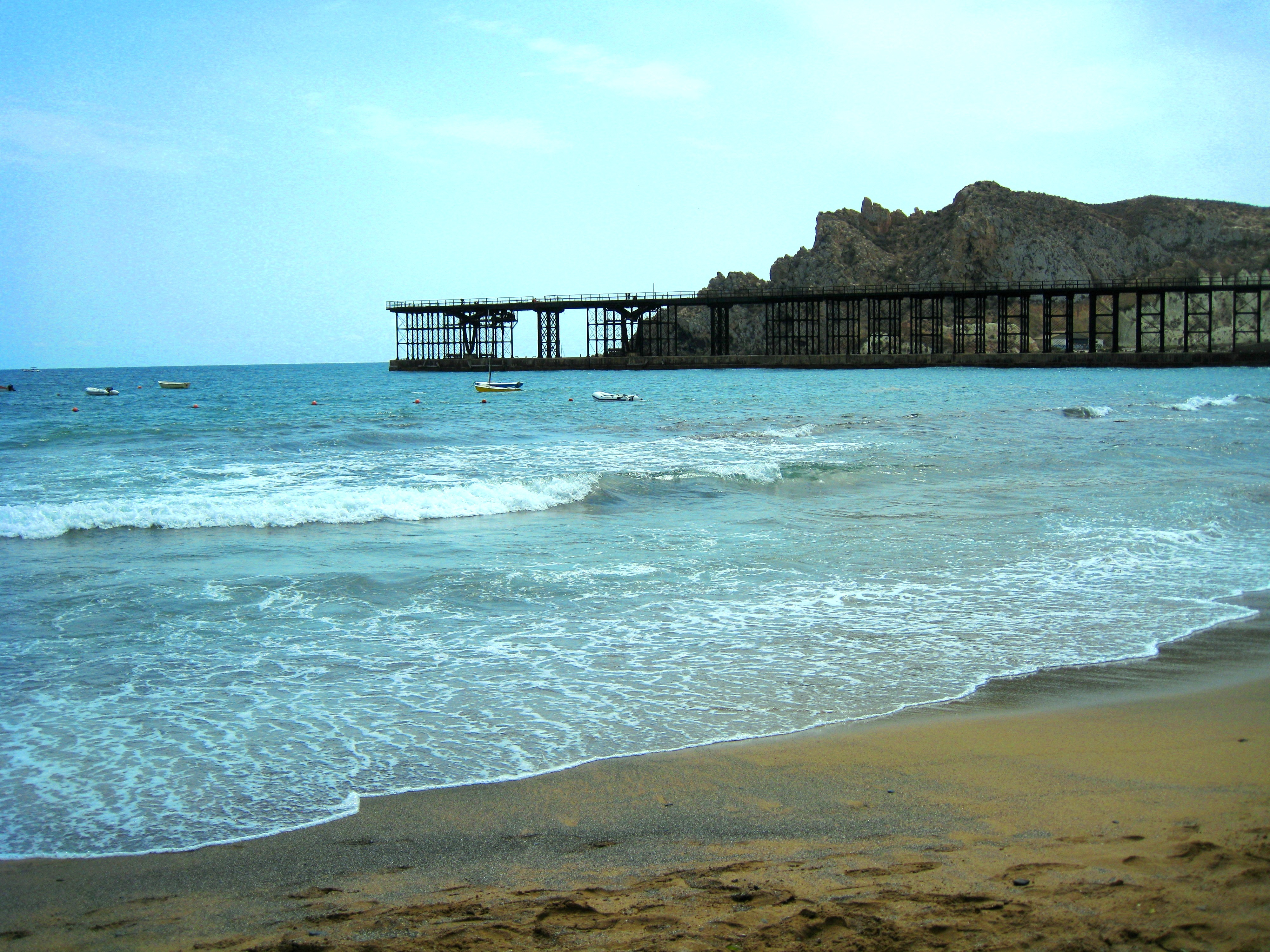
Embarcadero del Hornillo

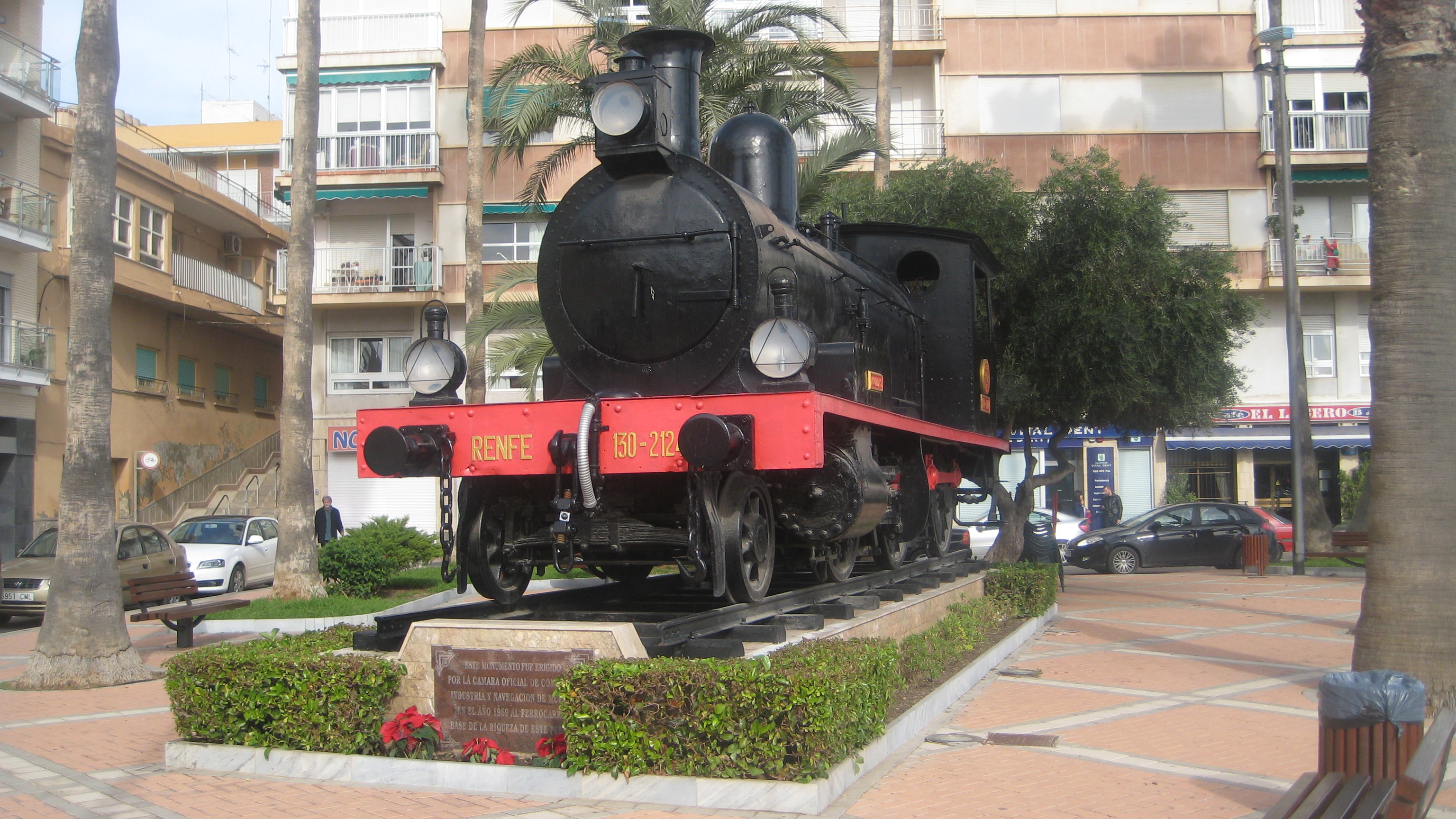
Monumento al ferrocarril

### Edificios históricos
- Ayuntamiento de Águilas, de estilo neomudéjar.
- Iglesia de San José, del siglo XIX.
- Castillo de San Juan de las Águilas, proyectado por Sebastián Feringán en el siglo XVIII.
- Torre de Cope. Construida en el siglo XVI para proteger la costa de los frecuentes ataques de corsarios norteafricanos y piratas berberiscos.[16] Declarada Bien de Interés Cultural
- Castillo de Chuecos. De origen musulmán, situado en el barranco de los Asensios, en plena sierra de Almenara. Catalogado como Bien de Interés Cultural.
- Castillo de Tébar.
- Torre de las Palomas.
- Molino del Salto de San Andrés.

### Museos
- Museo arqueológico municipal de Águilas
- Museo José Matrán, dentro de la casa de cultura y biblioteca Francisco Rabal
- Museo del carnaval de Águilas
- Museo del ferrocarril
- Museo del fútbol aguileño.
- Centro de interpretación del Mar-Aquarium de Águilas.
- Museo de las Termas Romanas de Águilas.

### Centros culturales
- Casino de Águilas, construido entre 1894 y 1895
- Auditorio y Palacio de Congresos Infanta Elena
- Casa de cultura y biblioteca Francisco Rabal
- Centro cívico Huerto Don Jorge
- Centro cultural El Labradorcico
- Sala de exposiciones de Caja Murcia

### Otros lugares de interés
- Cabo Cope
- Cementerio británico
- Chimena de La Loma
- Embarcadero del Hornillo
- Ermita de la cuesta de Gos
- Ermita de El Hornillo
- Escaleras del Hornillo
- Estación de ferrocarril

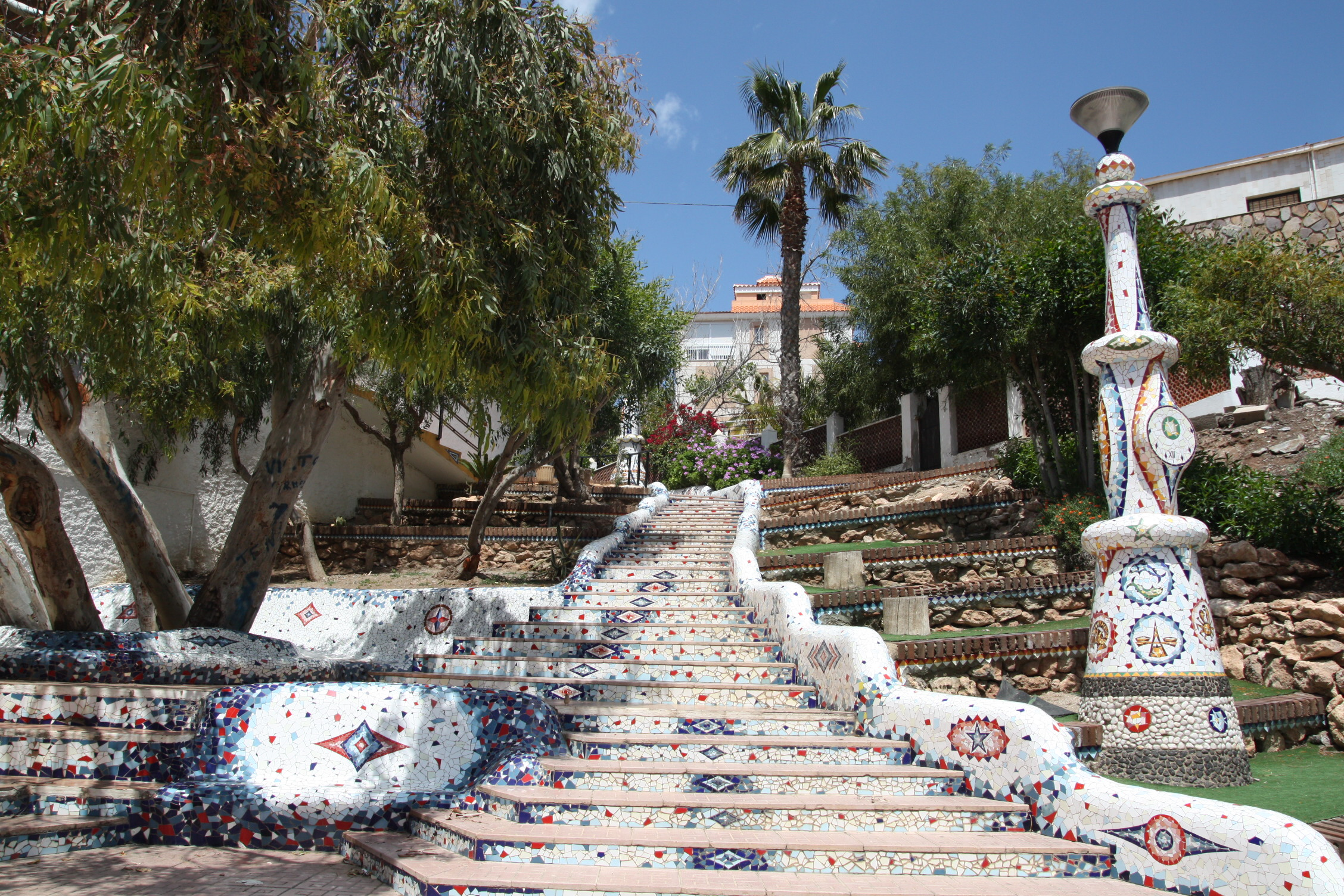
Escaleras de azulejo del Rincón del Hornillo

- Estatua de Francisco Rabal en la cuesta de Gos
- Faro de Punta Negra
- Isla del Fraile
- Lonja de Pescado
- Mercado de abastos
- Molino del Saltador
- Molino de Sagrera
- Molino de los Alacranes
- Monumento al Carnaval (Estatua del Ícaro)
- Monumento al Ferrocarril
- Monumento a la Mujer Aguileña
- Paseo de la bahía de Poniente
- Paseo de la bahía de Levante
- Pico de la Aguilica
- Plaza de Alfonso Escámez
- Plaza del Doctor Fortún. Monumento a los Scouts de Águilas (Placetón)
- Plaza de España, (Glorieta)
- Pava de la Balsa
- Puerto
- Túneles ferroviarios de carga del embarcadero del Hornillo
- Torre Palomas

### Fiestas
- Cabalgata de los Reyes Magos, 5 de enero.
- Carnaval de Águilas, fiesta declarada de interés turístico internacional en el año 2015.
- Viernes de Dolores, día de la patrona
- Semana Santa de Águilas
- Romería del Rocío.
- Cruces de Mayo, en Calabardina.
- Día de la Región de Murcia, 9 de junio.
- Procesión marítima de la Virgen del Carmen, 16 de julio.
- Desfile de carnaval en verano. Para promover el carnaval de Águilas. Sábado del fin de semana anterior al de la virgen de agosto.
- Asunción de la Virgen, 14 de agosto por la noche castillo de fuegos artificiales en Puerto de Águilas Bahía de Levante, día 15 regata de faluchos y cucaña en el Puerto de Águilas.

### Deporte

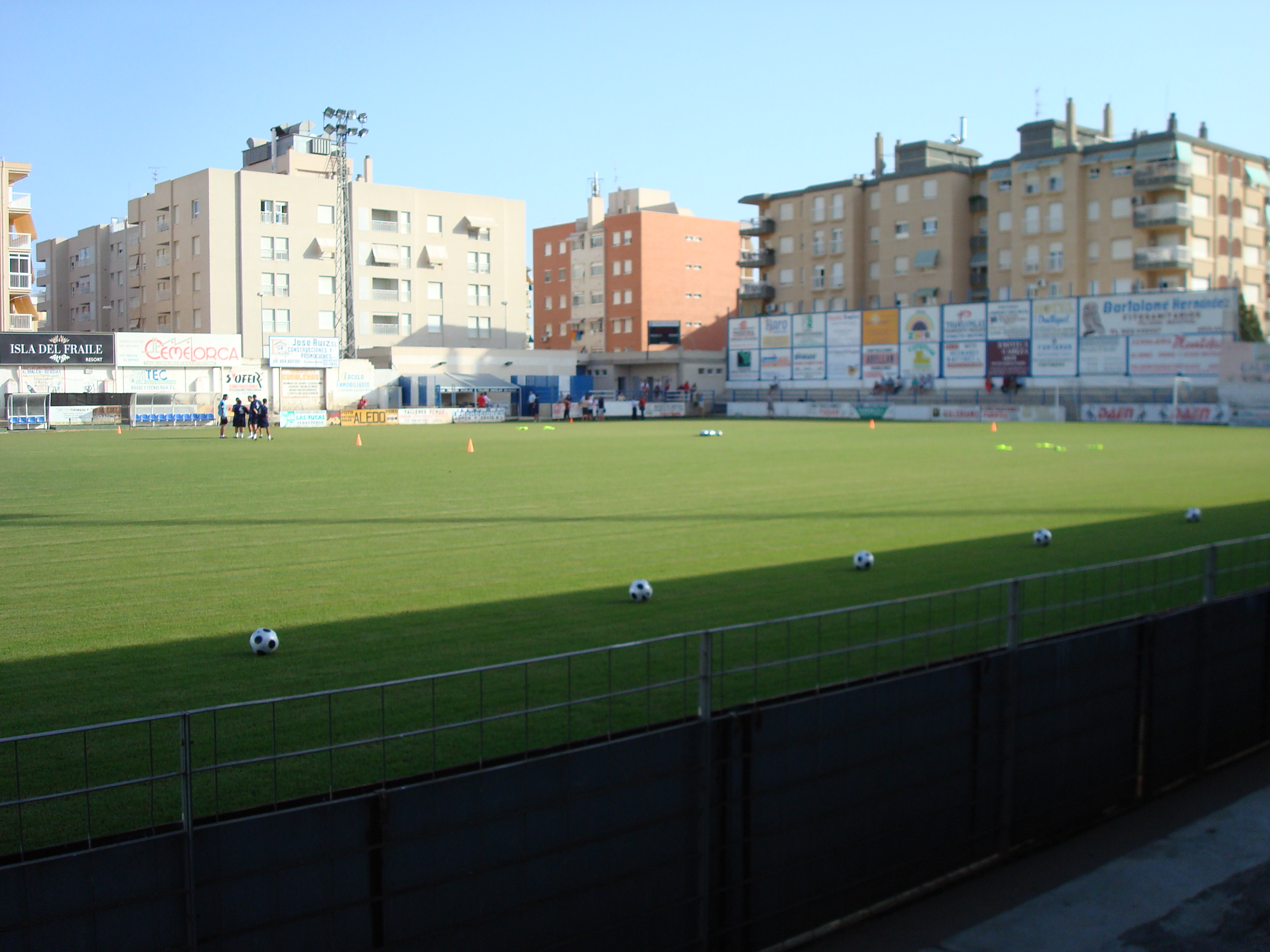
Estadio El Rubial

Debido a que es una localidad costera se practican deportes náuticos en el Puerto deportivo de Águilas y en el Puerto deportivo Juan Montiel. Además, de forma anual se celebran diversas pruebas por las calles de la localidad, de atletismo y triatlón y en algunas ocasiones, pruebas de ciclismo.
Fútbol
- Águilas F.C., de nueva creación en 2010, que utiliza el campo de fútbol de El Rubial
- Sporting Club Aguileño, de nueva creación en 2008 con el nombre del antiguo club predecesor del Águilas C.F.
- Águilas C.F., que databa de 1896 y era de los más antiguos de España, desaparecido en 2010

Además hay otros dos campos de fútbol donde poder practicar; Hermanos Buitrago y Muñoz Calero
Remo
Se celebra una regata de remo de banco fijo de la zona (falucho, llaut Mediterráneo... sin tener aún catalogado el tipo de barco a utilizar en dicha regata), en la bahía del puerto con motivo de las fiestas de agosto
Submarinismo
Se puede realizar en los diversos clubes que hay en la localidad y en Calabardina
Vela
En el puerto deportivo de Águilas y en el puerto deportivo Juan Montiel

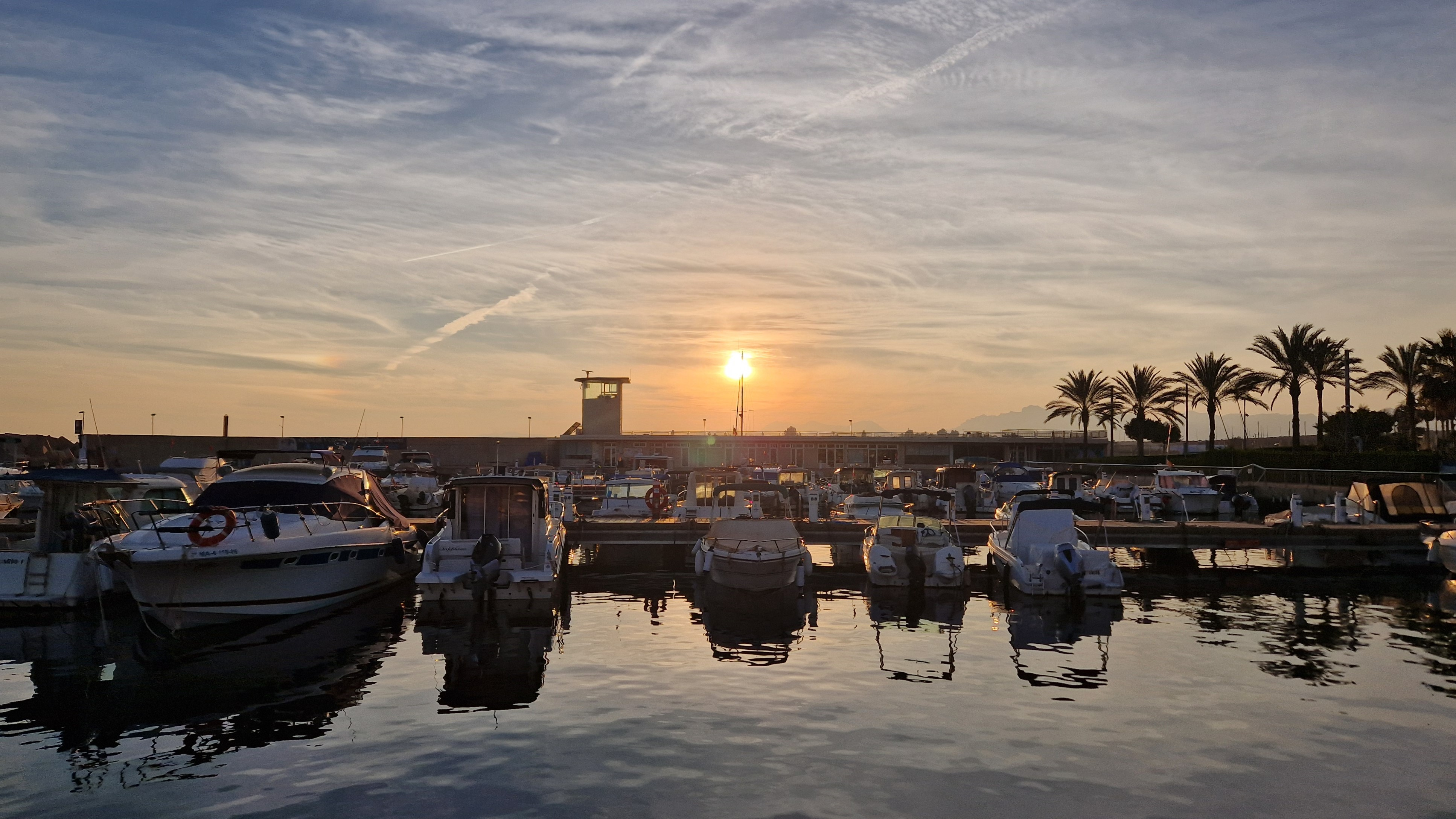
Puerto deportivo Juan Montiel

- Vóley playa. En la playa de Calabardina, playa de las Delicias, playa de La Colonia y playa de Poniente
- Fútbol playa. En la playa de Las Delicias y en la playa del Sombrerico
- Petanca. En la playa de Poniente, polideportivo y parque del Rubial

Además, Águilas cuenta con varios gimnasios privados, en los que se puede practicar: Pádel, Kárate, Aeróbic, Spinning, Gimnasia, etcétera. siendo, desde hace unos años, un importante foco para el kárate murciano.

#### Infraestructuras deportivas
La infraestructuras deportivas de Águilas son las siguientes:
- Campo de fútbol de El Rubial
- Pabellón polideportivo Diego Calvo Varela

Águilas tiene un polideportivo municipal para practicar diversos deportes, que cuenta con el siguiente equipamiento:
- Cinco pistas de tenis
- Una pista de fútbol 7 de césped artificial
- Una pista de hockey sobre patines
- Un frontón
- Una pista cubierta de baloncesto
- Una pista de atletismo
- Cuatro pistas de fútbol sala
- Dos campos de fútbol: Hermanos Buitrago y Muñoz Calero
- Dos piscinas cubiertas
- Tres pistas de pádel
- Un pabellón cubierto con canastas, porterías, gradas, redes de voleibol y utensilios de gimnasia

Además Águilas cuenta también con el centro cívico y deportivo Huerto Don Jorge con las siguientes instalaciones:
- Piscina cubierta
- Dos pistas de pádel
- Pista polideportiva
- Pista de tenis

Diversos clubes deportivos de pádel y gimnasios de carácter privado.

## Ciudades hermanadas
- Moncada y Reixach (Barcelona), España. Hermanadas desde 2002, debido principalmente a la cantidad de gente de Águilas que emigró a esa localidad barcelonesa.[17]